# Leo Wellens
Leo Wellens (nascido em 14 de março de 1959) é um ex-ciclista belga, profissional entre 1981 e 1988.
Em sua carreira profissional, destaca a vitória de etapa na Volta à Catalunha de 1986.
Como amador, participou dos Jogos Olímpicos de Verão de 1980 em Moscou, terminando em décimo sexto lugar na corrida de 100 km contrarrelógio por equipes.